# خالد بن عبد الله الواسطي
خالد بن عبد الله بن عبد الرحمن بن يزيد الطحان، أبو محمد وقيل أبو الهيثم الطحان الواسطي، أحد رواة الحديث النبوي في القرن الثاني الهجري.

## روايته للحديث النبوي
روى عن: إسماعيل بن حماد بن أبي سليمان، وإسماعيل بن أبي خالد، وأفلح بن حميد المدني، وبيان بن بشر، وجعفر بن أبي وحشية، وحبيب بن أبي عمرة، والحسن بن عبيد الله النخعي، وحسين بن قيس الرحبي، وحصين بن عبد الرحمن، وحميد الأعرج، وحميد الطويل، وخالد الحذاء، والخصيب بن ناصح، وداود بن أبي هند، وسعيد بن إياس الجريري، وسعيد بن أبي عروبة، وأبي سلمة سعيد بن زيد، وسليمان التميمي، وسهيل بن أبي صالح، وضرار بن مرة الشيباني، وعاصم بن كليب، وعبد الله بن عبد الرحمن بن معمر الأنصاري، وعبد الله بن عون، وعبد الرحمن بن إسحاق المدني، وعبد الملك بن أبي سليمان، وعبيد الله بن محمد بن عمر بن علي بن أبي طالب، وأبي حصين الأسدي، وعطاء بن السائب، وعمر بن الخطاب البجلي، وعمرو بن يحيى المازني، وعوف الأعرابي، والعلاء بن المسيب، وليث بن أبي سليم، ومطرف بن طريف، ومغيرة بن مقسم الضبي، وواصل مولى أبي عيينة، ويزيد بن أبي زياد، ويونس بن عبيد، وأبي إسحاق الشيباني، وأبي حيان التيمي.
روى عنه: إبراهيم بن موسى الرازي، وإسحاق بن شاهين الواسطي، وحفص بن عمر الحوضي، وخلف بن هشام البزار، ورفاعة بن هيثم الواسطي، وزيد بن الحباب، وسعيد بن سليمان الواسطي، وسعيد بن منصور، وسعيد بن يعقوب الطالقاني، وعبد الحميد بن بيان السكري، وعبد الرحمن بن المبارك العيشي، وعبد الرحمن بن مهدي، وعفان بن مسلم، وعمرو بن عون الواسطي، وفضيل بن حسين أبو كامل الجحدري، وقتيبة بن سعيد، وابنه محمد بن خالد، ومحمد بن سلام البيكندي، ومحمد بن الصباح الدولابي البزار، ومحمد بن مقاتل المروزي، ومسدد بن مسرهد، ومعلى بن منصور الرازي، ووكيع بن الجراح، ووهب بن بقية الواسطي، ويحيى بن سعيد القطان، ويحيى بن يحيى النيسابوري.

## أقوال العلماء فيه
- قال أحمد بن حنبل: كان خالد الطحان ثقة صالحا في دينه، بلغني انه اشترى نفسه من الله ثلاث مرات، وهو أحب إلينا من هشيم.[5]
- وقال في موضع آخر: كان خالد بن عبد الله الواسطي من أفاضل المسلمين، اشترى نفسه من الله أربع مرات، فتصدق بوزن نفسه فضة أربع مرات.
- وقال ابن سعد في طبقاته: ثقة.[6]
- وقال أبو زرعة الرازي: ثقة.
- وقال أبو حاتم الرازي: ثقة، صحيح الحديث.
- وقال أبو داود: قال إسحاق الأزرق: ما أدركت أفضل من خالد الطحان، قيل: قد رأيت سفيان؟ قال: كان سفيان رجل نفسه، وكان خالد رجل عامة.
- وذكره ابن شاهين في ثقاته: ثقة رجل صالح له في بدنه صلاح.[7]